# سيرتاوزينيو
سيرتاوزينيو هي مدينة، وبلدية في البرازيل، تتبع ساو باولو، بلغ عدد سكانها 94٬664  نسمة، في 2000، تبلغ مساحتها 418٬803٬000 متر مربع.

## الموقع
تشترك في الحدود مع:
- Dumont, São Paulo [الإنجليزية]‏.

## مدن توأم
المدن التوأم:
- ميندوزا.

## أعلام
- ويزلي باتشيكو غوميز
- هومبيرتو روزا
- إيدر ميليتاو
- روني كارلوس دا سيلفا
- جيان باوليستا